# Francesco Pizzi
Francesco Pizzi (Bergamo, 17 dicembre 1938 – Bergamo, 27 luglio 2024) è stato un calciatore italiano, di ruolo difensore.

## Carriera
Crebbe tra le file dell'Atalanta, maglia con cui esordì prima in Serie B e poi in Serie A.
Una nefrite pose fine alla sua carriera a 23 anni.
Ritiratosi dal mondo del calcio, intraprese una carriera dirigenziale presso un'industria in provincia di Milano, dove si trasferì.

## Palmarès

### Club

#### Competizioni nazionali
- Serie B: 1

Atalanta: 1958-1959
- Coppa Italia: 1

Atalanta: 1962-1963